# Минучихр II
Минучихр II — Ширваншах (1096—1106), сын Ширваншаха Фарибурз ибн Саллара из династии Кесранидов.
Согласно строительной надписи, начало царствования Минучихр II относится к 1096 году: «В эпоху ширваншаха Абу-л-Музаффара, помощника эмира верующих, Минучихра ибн Фарибурза. В год четыреста восемьдесят девятый (1096 г.)».
Сохранилось очень мало информации об данном ширваншахе. В Эрмитаже хранится низкопробная монета с именем ширваншаха. На лицевой стороне монеты нарисован символ веры и имена халифа ал-Мустазхир (1094—1118) и имя сельджукского султана Мухаммада (1105—1118). На оборотной стороне стоит имя: ал-малик Минучихр ибн Фарибурз.
Упоминание имени сельджукского султана на монете ширваншахов может говорить о том, что в этот период государство Ширваншахов зависело от сельджуков. Однако имя отца — Фарибурза и титул ал-Малик, говорят об укреплении власти Ширваншахов.